# Kroongaai
De kroongaai (Cyanocorax dickeyi) is een zangvogel uit de familie Corvidae (kraaien). Deze vogel is genoemd ter nagedachtenis aan de Amerikaanse ornitholoog Donald Ryder Dickey (1887-1932), die veel ornithologisch onderzoek had gedaan in Mexico.

## Verspreiding en leefgebied
Deze soort is endemisch in westelijk Mexico.

## Status
De grootte van de populatie is in 2010 geschat op 10.000-20.000 volwassen vogels. Het verspreidingsgebied is klein en de aantallen nemen af door ontbossing. Op de Rode lijst van de IUCN heeft deze soort daarom de status gevoelig.